# سلاطة مشوية
سلاطة مشوية هو طبق من أطباق المطبخ التونسي الرئيسية يتم تناوله خصوصا في فصل الصيف، وهو عبارة عن خضراوات مشوية، من طماطم وفلفل وبصل وثوم وهناك من يضيف الباذنجان. يتم شويها في الفرن أو على الموقد ومن ثم يتم طحنها مع بعضها، بعد ذلك يتم وضع البهارات كما يتم وضع التونة وحبات الزيتون وزيت الزيتون وأحياناً وضع البيض المسلوق للزينة.

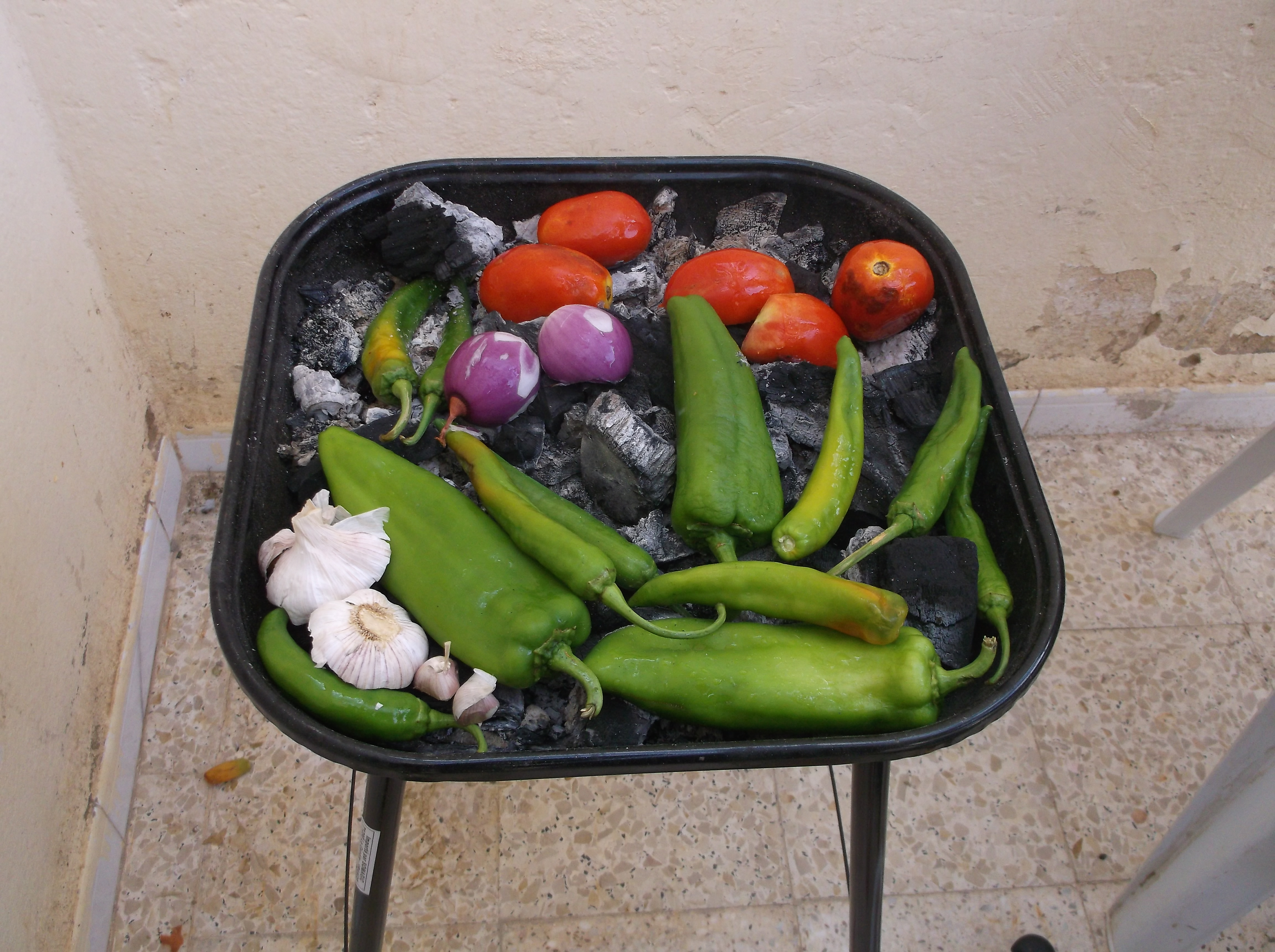
تحضير السلطة على الفحم

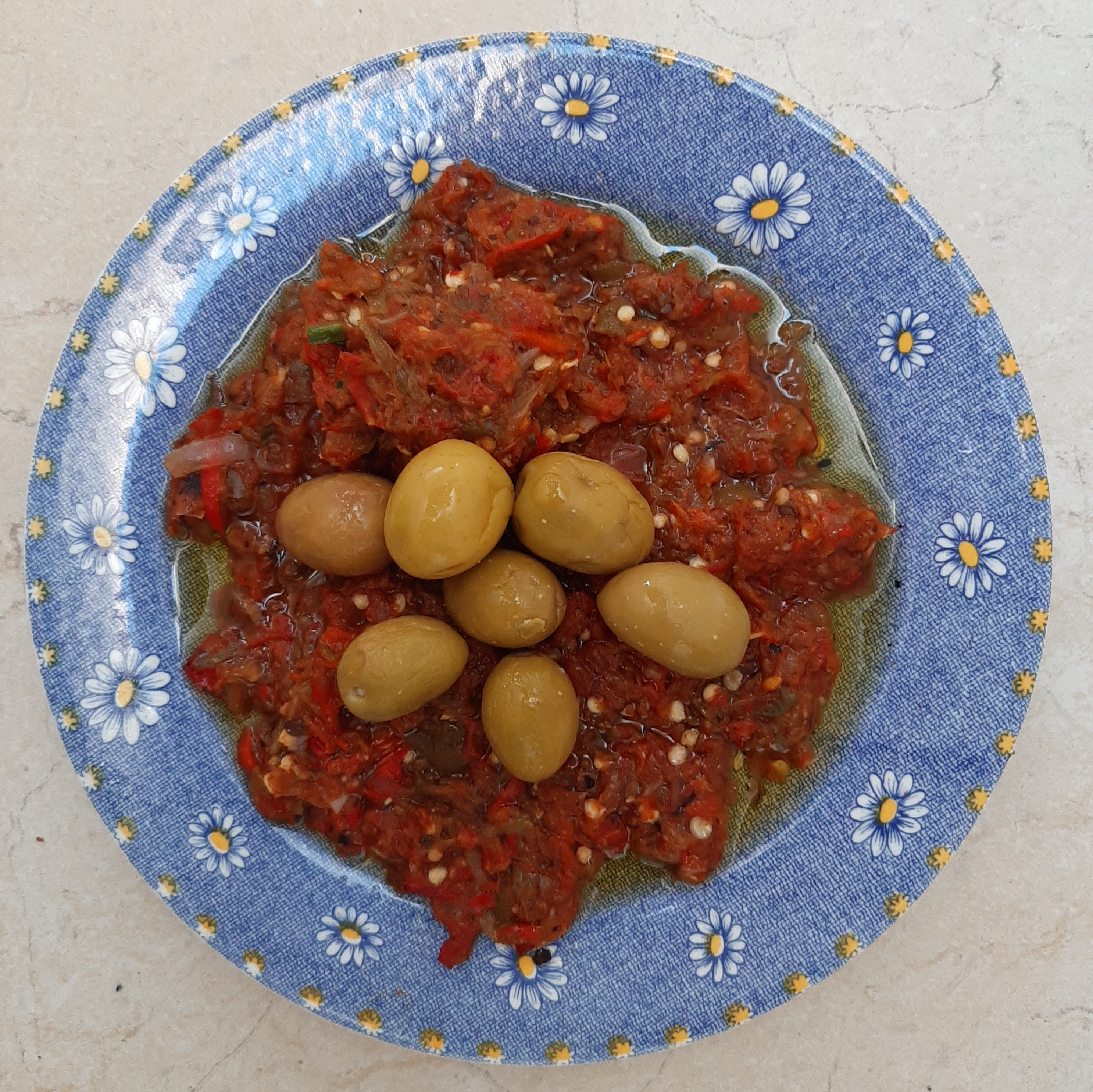
سلطة مشوية بالفلفل الأحمر

## تاريخ السلاطة المشوية
يعود تاريخ السلاطة المشوية إلى أواخر القرن الخامس عشر عند هجرة سكان الأندلس بعد سقوط غرناطة حيث حملوا معهم أهم مكوّنيين إلى شمال إفريقيا وهما الفلفل والطماطم. وأول ظهور لها كان في جهة الوطن القبلي.

## معلومات غذائية
تُعدّ هذه السلطة خفيفة وصحية لأن كل وجبة منها تحتوي على 140 وحدة حرارية و13غ من الدهون معظمها دهون غير مشبّعة وقد أثبتت الدراسات أن الدهون غير المشبعة تساعد على الحماية من أمراض القلب.

## شهرة عالمية
في مارس 2025 صنّف موقع «تايست أطلس العالمي»، السلاطة المشوية التونسية، في المركز 19 ضمن قائمة أفضل 100 طبق في العالم.